# Emile Buysse
Emiel Jozef Corneel Buysse (Terneuzen, 15 oktober 1910 – Sint-Andries-Brugge, 9 augustus 1987) was een Nederlands-Vlaamse auteur.

## Levensloop
Buysse bracht zijn jeugd door in Sluis, waar zijn vader hoofdonderwijzer was. Hij vestigde zich in 1937 als freelancejournalist in Brugge. Hij bezat een grote belangstelling voor de taal en cultuur van zijn geboortestreek, Zeeuws-Vlaanderen, en van zijn adoptiestreek, het Belgische West-Vlaanderen.
Vlak voor en tijdens de Tweede Wereldoorlog toonde Buysse belangstelling voor de Duitse Nieuwe Orde, meer bepaald de heem- en volkskundige component van die ideologie. Hij schreef een aantal streekromans en daarnaast publiceerde hij vele artikelen over heem- en volkskunde, onder meer in de Provinciale Zeeuwse Courant. Onder het pseudoniem 'Gwyde de Vlaeme' publiceerde hij van 1940 tot 1944 in De Waag.
Tussen 1944 en 1944 werkte Buysse mee aan de collaboratiezender Radio Brussel, wat hem na de oorlog enkele problemen bezorgde. Hij bood zijn diensten aan bij de socialistische pers, wat hem behoedde voor verdere problemen.
Emile Buysse was bestuurslid van de Bond van West-Vlaamse Volkskundigen en publiceerde vaak in 't Beertje, de publicatie van de Bond. Hij was lid van het Koninklijk Zeeuwsch Genootschap der Wetenschappen (Middelburg).
Buysse was medewerker aan volgende nieuwsbladen:
- Vooruit (1947-1975)
- Vlaams Weekblad (1954-1975): wekelijkse rubriek 'Onder het Belfort'.
- Provinciale Zeeuwse Courant
- Woensdagblad - Brugsche Courant
- De Brugse Gazette
- De Waag

Hij was ook een tiental jaren medewerker van de West-Vlaamse afdeling van de Belgische radio (NIR) met een rubriek genaamd Van 't oud vaatje.

## Publicaties
- Vlamingen, uitg. De Pauw, Amsterdam, 1935.
- Parade in den herfstnacht. De Amsterdamsche Keurkamer, Amsterdam, 1936. Novelle.
- Miele keert terug, uitg. Bosch en Keunig, Baarn, 1937.
- Spokenhof, uitg. G.F. Callenbach, Nijkerk, 1939.
- Sneeuw en houtrook. Wintervertellingen van den Zwinkant, uitg. Wiek Op, Brugge, 1942.
- Het boek van Knokke-Het Zoute, uitg. Erel, Oostende, 1965.
- Sluis in Oude Ansichten, uitg. Europese Bibliotheek, Zaltbommel, deel 2 (1976), deel 3 (1977), deel 4 (1978).

Vertalingen uit het Engels, zoals:
- Brian Stone, Gevangen in El Alamein. 1946. Vertaling.